# 安东尼奥·阿尔巴内塞
安东尼奥·阿尔巴内塞（義大利語：Antonio Albanese，1937年12月5日—2013年6月16日），意大利击剑运动员。他曾代表意大利参加1968年夏季奥林匹克运动会击剑比赛，结果获得男子团体重剑第六名，他也参加了1967年世界击剑锦标赛。